# 姚圩镇
姚圩镇，是中华人民共和国江西省新余市渝水区下辖的一个乡镇级行政单位。

## 行政区划
姚圩镇下辖以下地区：
姚圩社区、姚圩村、中元村、河埠村、南河村、湾里村、高湖村、蒋家村、裴港村、姚家村、新宋村、刘家村、万全村、年家村和凌溪村。